# 나쓰카와 야마토
나쓰카와 야마토(일본어: 夏川 大和, 2001년 9월 19일~)는 일본의 축구 선수이다.

## 구단 경력
그는 2024년 J3리그의 FC 오사카에 입단했다.